# توماس غريفز
توماس غريفز (بالإنجليزية: Thomas Greaves)‏ (12 أبريل 1888 في المملكة المتحدة - 1960 بستوك أون ترينت في المملكة المتحدة) هو لاعب كرة قدم بريطاني (وحمل سابقاً جنسية المملكة المتحدة لبريطانيا العظمى وأيرلندا) في مركز الهجوم. لعب مع ستوك سيتي وماكليسفيلد تاون.